# Kudžú (sopka)
Kudžú (japonsky 九重山, Kudžú-san) je aktivní stratovulkanický komplex, nacházející se v severní části ostrova Kjúšú, severně od okraje kaldery Aso. Komplex je tvořen několika lávovými dómy, struskovými kužely a pěti stratovulkány. V horninové stavbě převládají Andezity.
Stáří komplexu se odhaduje na 150000 let, současná činnost se datuje na přelom 17. a 18. století. Během vývoje se centrum vulkanické aktivity přesouvá na východ. V oblasti komplexu se nacházejí i četné horké prameny a aktivně fumaroly, geotermální energii využívají i dvě elektrárny.

## Seznam vulkanických forem komplexu kudzu
- Stratovulkány
  - Heidži-dake 1 643 m
- Struskové kužely
  - Kuroiwa-jama 1 503 m
  - Rjoši-dake 1 423 m
  - Taisen-zan 1 787 m
  - Waita-jama 1 500 m
- Lávové dómy
  - Gakurokudži
  - Hizengadžo
  - Hoso-zan 1 764 m
  - Inaboši-jama 1 765 m
  - Iwaigo-dake
  - Jubi-jama 1 460 m
  - Juzawa-jama
  - Kami-juzawa
  - Kudzu Naka-dake 1 791 m
  - Kuro-dake 1 556 m
  - Mimata-jama 1 745 m
  - Ogigahana 1 700 m
  - Taisen-minami
  - Takanosu 1 334 m
  - Tatču-san